# Liga Desportiva de Maputo
La Liga Desportiva de Maputo est un club omnisports mozambicain basé à Maputo et fondé en 1990 sous le nom de Liga Desportiva Muçulmana de Maputo.

## Palmarès

### Football
- Championnat du Mozambique de football (4)
  - Champion : 2010, 2011, 2013, 2014

- Coupe du Mozambique (2)
  - Vainqueur : 2012, 2015

- Supercoupe du Mozambique (3)
  - Vainqueur : 2013, 2014, 2015
  - Finaliste : 2011, 2012, 2016

### Basket-ball
Féminin
- Coupe d'Afrique des clubs champions
  - Vainqueur : 2012

- Championnat du Mozambique
  - Vainqueur : 2011 et 2012[2]
  - Finaliste : 2014